# Wainamu Falls
Die Wainamu Falls sind ein Wasserfall im Gebiet des Küstenorts Te Henga / Bethells Beach am Nordrand der Waitākere Ranges in der Region Auckland auf der Nordinsel Neuseelands. Der Wasserfall liegt wenige hundert Meter östlich vom Lake Wainamu im Lauf des Wainamu Stream. Seine Fallhöhe beträgt rund 5 Meter.
Vom Wanderparkplatz an der Bethells Road führt der Lake Wainamu Track in westlicher Richtung am Lake Wainamu vorbei und in rund einer Stunde zum Wasserfall.